# کوآنتیک دریم
کوآنتیک دریم (به انگلیسی: Quantic Dream) شرکت فرانسوی توسعه‌دهنده بازی‌های ویدئویی که در سال ۱۹۹۷، توسط دیوید کیج در پاریس، فرانسه تأسیس شده‌است. این شرکت همچنین خدمات موشن کپچر برای فیلم‌ها و صنعت بازی‌های ویدئویی نیز ارائه می‌دهد.این شرکت در سال ۲۰۲۱ یک استدیوی جدید در مونترال کانادا افتتاح کرد

## تاریخچه
کوآنتیک دریم در گذشته به عنوان یک شرکت بازی سازی با ناشران بزرگی همچون آیدوس، ویوندی یونیورسال گیمز، استودیو مایکروسافت، آتاری و سونی کامپیوتر انترتینمنت همکاری کرده‌است. اولین بازی آن‌ها به نام امیکرون: روح سرگردان در سال ۱۹۹۹ برای مایکروسافت ویندوز و دریم‌کست منتشر شد که موسیقی بازی نیز توسط دیوید بویی ضبط شده بود. در سال ۲۰۰۲ شروع به ساخت عنوان فارنهایت (در آمریکای شمالی با نام ایندیگو پرافسی) کردند.
اولین بازی که به استفاده از فناوری سینماتیک روآورده بود که به جای یک داستان خطی به بازیکن اجازه می‌داد با انتخاب و تصمیم‌گیری دلخواه خود داستان بازی را رقم بزند.
در سال ۲۰۰۵ کوآنتیک دریم خبر ساخت بازی هوی رین را منتشر کرد و با همکاری سونی کامپیوتر انترتینمنت آن را در سال ۲۰۱۰ به‌طور انحصاری برای کنسول پلی‌استیشن ۳ منتشر کرد. هوی رین عنوان نهمین بازی پرفروش سال ۲۰۱۰ بر روی کنسول پلی‌استیشن ۳ را از آن خود کرد و توانست بیش از ۵ میلیون نسخه در سرتاسر جهان به فروش رساند.
کوآنتیک دریم بازی ماوراء: دو روح را در اکتبر ۲۰۱۳ به‌طور انحصاری برای کنسول پلی‌استیشن ۳ عرضه کرد، که توسط فناوری ضبط حرکت از بازیگرانی مانند الن پیج به عنوان نقش اول و ویلم دفو در بازی استفاده کرده‌اند. دیوید کیج تأیید کرده‌است تمرکز در بازی بعدی آن‌ها بر روی احساسات است، نه فقط قاتل زنجیره‌ای. آخرین عنوان کوآنتیک دریم تحت نام دیترویت: بیکام هیومن، در مه ۲۰۱۸ برای کنسول پلی‌استیشن ۴ منتشر شد.

## بازی‌های ساخته شده
| عنوان                | پلت‌فرم‌ها                                                         | سال  | ناشرها                     |
| -------------------- | ---------------------------------------------------------------- | ---- | -------------------------- |
| امیکرون: روح سرگردان | مایکروسافت ویندوز، دریم‌کست                                       | ۱۹۹۹ | آیدوس اینتراکتیو           |
| فارنهایت             | اکس‌باکس، پلی‌استیشن ۲، مایکروسافت ویندوز، اندروید، آی‌اواس، لینوکس | ۲۰۰۵ | آتاری                      |
| هوی رین              | پلی‌استیشن ۳، پلی‌استیشن ۴مایکروسافت ویندوز                        | ۲۰۱۰ | سونی کامپیوتر انترتینمنت   |
| ماوراء: دو روح       | پلی‌استیشن ۳، پلی‌استیشن ۴ مایکروسافت ویندوز                       | ۲۰۱۳ | سونی کامپیوتر انترتینمنت   |
| دیترویت: بیکام هیومن | پلی‌استیشن ۴مایکروسافت ویندوز                                     | ۲۰۱۸ | سونی اینتراکتیو انترتینمنت |